# Marie-Thérèse Mbailemdana
Marie-Thérèse Mbailemdana est une femme politique tchadienne, elle était ancienne maire de la ville de Ndjamena en remplaçant Mahamat Zene Bada Abbas,.